# Hohenhameln
Hohenhameln là một đô thị của huyện Peine, bang Niedersachsen, Đức. Đô thị này có diện tích 69,42 km². Đô thị này có cự ly khoảng 15 km về phía tây nam của Peine, và 25 km về phía đông nam của Hanover.

## Các khu vực dân cư
Hohenhameln, Soßmar, Clauen, Bierbergen, Bründeln, Equord, Harber, Mehrum, Ohlum, Rötzum, Stedum